# Zoey Deutch
Zoey Francis Thompson Deutch (* 10. listopadu 1994 Los Angeles, Kalifornie, Spojené státy americké) je americká herečka. Nejvíce se proslavila rolí Juliet Martinová v seriálu stanice The CW Nebezpečná identita, jako Maya Bennett v seriálu Sladký život na moři a jako Rose Hathaway ve filmu Vampire Academy.

## Životopis
Zoey se narodila v Los Angeles v Kalifornii. Je dcera herečky Lei Thompson a režiséra Howarda Deutche.

## Kariéra
Svojí kariéru začala v roce 2010 se seriálem stanice Disney Channel Sladký život na moři, kde hrála Mayu. Mezi lety 2011–12 hrála postavu Juliet Martin v seriálu stanice The CW Nebezpečná identita.
V roce 2011 se objevila v epizodě "Poslední akce" seriálu Námořní vyšetřovací služba. Získala malou roli ve filmu Amazing Spider-Man. Scénu však režisér nakonec vystřihl, ale je součástí DVD.
Objevila se v epizodě seriálu Myšlenky zločince: Chování podezřelých a získala roli v pilotní epizodě seriálu Hallelujah. Po boku své matky a sestry se objevila ve filmu Starostka z cukrárny.
V roce 2013 získala roli Emily Asher v romantickém dramatu Nádherné bytosti. O rok později získala hlavní roli Rosemarie Hathaway ve filmu Vampire Academy, který byl inspirován knižní sérií napsanou Richelle Mead.
V roce 2016 se objevila ve filmu Děda je lotr, po boku Zaca Efrona, Everybody Wants Some!, po boku Blaka Jennera. S Jamesem Francem si v roce 2017 zahrála v komediálním filmu Proč právě on?. Film Flower měl premiéru na Filmovém festivalu v Tribece. Film Before I Fall měl premiéru na Filmovém festivalu Sundance v lednu 2017. Za roli získala nominaci na Teen Choice Awards. V roce 2018 měl premiéru film To zařídíme, ve kterém si zahrála po boku Glena Powella. Ve stejném roce získala roli v komedii The Professor, po boku Johnnyho Deppa a v dramatickém filmu Buffaloed.
V červenci 2018 získala hlavní roli v netflixovém seriálu Politik, ten měl premiéru dne 27. září 2019. V roce 2019 si zahrála v pokračování filmu Zombieland, Zombieland 2.

## Osobní život
Od února roku 2012 chodila s hercem Avanem Jogiou, ale pár se rozešel v roce 2016.

## Filmografie

### Film
| Rok  | Název                                | Role                      | Poznámky                 |  |
| ---- | ------------------------------------ | ------------------------- | ------------------------ |  |
| 2011 | Starostka z cukrárny                 | Lana Maroni               |                          |  |
| 2013 | Nádherné bytosti                     | Emily Asher               |                          |  |
| 2014 | Vampire Academy                      | Rosemarie "Rose" Hathaway |                          |  |
| 2016 | Of Dogs and Men                      | Lily                      | krátkometrážní film      |  |
| 2016 | Děda je lotr                         | Shadia                    |                          |  |
| 2016 | Everybody Wants Some!!               | Beverly                   |                          |  |
| 2016 | Vicent-N-Roxxy                       | Kate                      |                          |  |
| 2016 | Šprti na tahu                        | Nora Sullivan             |                          |  |
| 2016 | Proč právě on?                       | Stephanie Fleming         |                          |  |
| 2017 | The Year of Spectacular Men          | Sabrina                   | také producentka         |  |
| 2017 | Before I Fall                        | Samantha Kingston         |                          |  |
| 2017 | The Disaster Artist: Úžasný propadák | Bobbi                     |                          |  |
| 2017 | Rebel v žitě                         | Oona O'Neill              |                          |  |
| 2017 | Flower                               | Erica VAndross            |                          |  |
| 2018 | To zařídíme                          | Harper Moore              |                          |  |
| 2018 | Poslední semestr                     | Claire                    |                          |  |
| 2019 | Buffaloed                            | Peg Dahl                  | také producentka         |  |
| 2019 | Zombieland: Rána jistoty             | Madison                   |                          |  |
| 2022 | The Outfit                           | Mable Shaun               |                          |  |
| 2022 | Něco od Tiffanyho                    | Rachel Meyer              | také výkonná producentka |  |
| 2022 | Hashtag podvodnice                   | Danni Sanders             | také výkonná producentka |  |
| 2024 | Juror #2                             | Kemp’s wife               |                          |  |

### Televize
| Rok       | Název                                  | Role                        | Poznámky                      |
| --------- | -------------------------------------- | --------------------------- | ----------------------------- |
| 2010-11   | Sladký život na moři                   | Maya Bennett                | Vedlejší role, 7 dílů         |
| 2011      | Námořní vyšetřovací služba             | Laura                       | díl: „Poslední akce“          |
| 2011      | Myšlenky zločince: Chování podezřelých | Dívka v modré masce         | díl: „Dívka v modré masce“    |
| 2011      | Hallelujah                             | Willow Turner               | Nevysílaný ABC pilotní díl    |
| 2011-12   | Nebezpečná identita                    | Juliet Martin               | Vedlejší role, 18 dílů        |
| 2013      | Záměna                                 | Elisa Sawyer                | 2 díly                        |
| 2014      | Under the Gunn                         | Samu sebe/Hostující porotce | díl: „Unconventional Vampire“ |
| 2019–2020 | Politik                                | Inifinity Jackson           | hlavní role                   |
| 2020      | The Princess Bride                     |                             |                               |

### Videoklipy
| Rok  | Titul                          | Umělec           |
| ---- | ------------------------------ | ---------------- |
| 2014 | Opium (Official Music Video)   | The New Division |
| 2017 | Perfect (Official Music Video) | Ed Sheeran       |
| 2021 | Anyone (Official Music Video)  | Justin Bieber    |

## Ocenění a nominace
| Rok  | Ocenění                                | Kategorie                         | Práce           | Výsledek  |
| ---- | -------------------------------------- | --------------------------------- | --------------- | --------- |
| 2014 | Teen Choice Awards                     | nejlepší filmová herečka: komedie | Vampire Academy | nominace  |
| 2016 | Filmový festival v Napa Valley         | stoupající hvězda                 | —               | vítězství |
| 2017 | Women in Film Crystal + Lucy Awards    | tvář budoucnosti                  | —               | vítězství |
| 2017 | Mezinárodní filmový festival v Dallasu | zářící hvězda                     | —               | vítězství |
| 2017 | Filmový festival v Savannah            | stoupající hvězda                 | —               | vítězství |
| 2017 | Teen Choice Awards                     | nejlepší filmová herečka: drama   | Before I Fall   | nominace  |
| 2019 | Ischia Global Film and Music Festival  | herečka roku                      | —               | vítězství |
| 2020 | Hollywood Critics Association          | ocenění pro novou generaci        | —               | vítězství |